# Gmina Sisimiut
Gmina Sisimiut - przed 1 stycznia 2009 roku jedna z piętnastu gmin okręgu Kitaa, od 1 stycznia 2009 część gminy Qeqqata. 1 stycznia 2008 roku liczba ludności gminy wynosiła 6176.

## Miasta i osady
- Sisimiut
- Itilleq
- Sarfannguit
- Kangerlussuaq